# Stosunki konsularne
Stosunki konsularne – określane są przez zespół norm prawa międzynarodowego, umownych i zwyczajowych składających się na międzynarodowe prawo konsularne oraz przez normy prawa wewnętrznego.
W przeciwieństwie jednak do prawa dyplomatycznego, w prawie konsularnym znacznie większą rolę odgrywają dwustronne normy umowne. Postanowienia dotyczące nawiązania stosunków konsularnych, funkcji czy przywilejów i immunitetów konsularnych znajdują się zarówno w specjalnych konwencjach konsularnych, jak i porozumieniach oraz traktatach handlowych, żeglugowych, czy nawet politycznych.

## Konwencje

### Konwencje konsularne dwustronne
Ich liczba sięga kilku tysięcy. Pierwsze z nich były zawarte już w XII i XIII wieku. Polska związana jest wieloma dwustronnymi konwencjami konsularnymi podpisanymi m.in. z Afganistanem w 1983 roku, Austrią w roku 1974, Belgią w roku 1972, Białorusią w roku 1992, Bułgarią w roku 1972, Finlandią w roku 1971, Francją w roku 1976, Irakiem w roku 1980, Wielką Brytanią w roku 1967.

### Konwencje konsularne wielostronne
Współcześnie obowiązują trzy konwencje wielostronne. Dwie z nich regulują stosunki konsularne państw amerykańskich. Są to konwencja o funkcjach konsularnych podpisana w Caracas w roku 1911 i konwencja hawańska o funkcjonariuszach konsularnych podpisana w roku 1928. Umową o zasięgu powszechnym jest podpisana 24 kwietnia 1963 roku na konferencji w Wiedniu, konwencja o stosunkach konsularnych. Prace nad projektem konwencji prowadzone były przez Komisję Prawa Międzynarodowego od roku 1955. W konferencji wiedeńskiej uczestniczyły 92 państwa, w tym także Polska. Konwencja weszła w życie w roku 1967.

## Normy regulujące stosunki konsularne

### Zwyczaj międzynarodowy
W stosunkach konsularnych odgrywa dużą rolę. Konwencje dwustronne zawierają identyczne rozwiązania, mogą być traktowane wręcz jako dowód istnienia powszechnej praktyki przyjętej przez prawo.

### Ustawodawstwo
W granicach dozwolonych prawem międzynarodowym stosunki konsularne regulowane są przez ustawodawstwo wewnętrzne. Każde państwo samo określa pragmatykę służbową urzędników konsularnych, określa ich prawa, obowiązki, wskazuje też zadania jakie powinny wypełniać. Pierwsze akty wewnętrzne regulujące służbę konsularną pojawiły się stosunkowo dawno. Już w roku 1658 ustawę konsularną, obowiązującą jej konsulów w Hiszpanii, Francji i Włoszech wydała Holandia. W trzy lata później uczyniła to Francja. W roku 1792 ustawę o konsulach uchwaliły Stany Zjednoczone. W Polsce obowiązywała ustawa z dnia 11 listopada 1924 roku o organizacji konsulatów i czynnościach konsulów uzupełniona ustawą z dnia 17 czerwca 1959 roku o uregulowaniu czynności niektórych spraw konsularnych, następnie obowiązywała ustawa z dnia 13 lutego 1984 roku o funkcjach konsulów Rzeczypospolitej Polskiej. Obecnie obowiązuje ustawa z dnia 25 czerwca 2015 r. Prawo konsularne.